# Grand Prix automobile de Singapour 2017
GP précédent GP suivant
Le Grand Prix automobile de Singapour 2017 (2017 Formula 1 Singapore Airlines Singapore Grand Prix), disputé le 17 septembre 2017 sur le Circuit urbain de Singapour, est la 970e épreuve du championnat du monde de Formule 1 courue depuis 1950. Il s'agit de la dixième édition du Grand Prix de Singapour comptant pour le championnat du monde de Formule 1, et de la quatorzième manche du championnat 2017. Il présente la particularité depuis sa première édition en 2008 de se disputer en nocturne.
Alors que les Red Bull Racing ont dominé toutes les sessions d'essais libres et pris les devants lors des deux premières phases de la séance de qualification, Sebastian Vettel réalise deux tentatives imbattables en Q3, et établit, en 1 min 39 s 491, le nouveau record du circuit de Marina Bay d'où il part en tête pour la quatrième fois depuis l'édition 2011. Il s'agit de sa troisième pole position de la saison et la quarante-neuvième de sa carrière. Le pilote de la Ferrari no 5 est accompagné en première ligne par Max Verstappen, battu de 3 dixièmes de seconde ; leurs coéquipiers occupent la deuxième ligne, Daniel Ricciardo, auteur du troisième temps, devançant Kimi Räikkönen. Lewis Hamilton, principal rival de Vettel en tête du championnat du monde, part de la troisième ligne, devant son coéquipier Valtteri Bottas. La quatrième ligne est composée de Nico Hülkenberg et de Fernando Alonso.
Lewis Hamilton bénéficie de circonstances inattendues pour mener la course de bout en bout, gérant notamment trois sorties de la voiture de sécurité et une épreuve de plus de deux heures, démarrée sous la pluie pour se terminer en pneus secs, et reprendre 25 points d'un coup à Sebastian Vettel. Cette soixantième victoire, sa septième de la saison, peut s'avérer décisive à ce stade du championnat du monde pilotes. Tout se joue au départ, sur un triple accrochage entre Vettel, Max Verstappen et Kimi Räikkönen qui provoque l'abandon immédiat des deux derniers et fait de Fernando Alonso une victime collatérale. Vettel poursuit quelques virages de plus avant de perdre le contrôle de sa Ferrari endommagée : il abandonne pour la première fois en 2017. Hamilton, qui a pris le meilleur sur Daniel Ricciardo dès l'extinction des feux, se retrouve dès lors en tête et le contrôle jusqu'au bout, le pilote Red Bull ne parvenant jamais à le menacer. À la suite d'un accident de Daniil Kvyat, Valtteri Bottas profite des arrêts aux stands de ses rivaux durant la deuxième sortie de la voiture de sécurité au treizième tour pour se hisser au troisième rang et complèter le podium, ce qui permet à Mercedes de creuser le trou au championnat constructeurs par rapport à Ferrari qui n'avait pas fini une course sans aucun point depuis le Grand Prix du Mexique 2015. Dans un Grand Prix arrêté au bout de cinquante-huit tours et des deux heures réglementaires, Carlos Sainz Jr. obtient son meilleur résultat depuis ses débuts avec une quatrième place. Il contient jusqu'au bout Sergio Pérez qui devance Jolyon Palmer dont c'est aussi le meilleur résultat. Stoffel Vandoorne prend la septième place devant Lance Stroll parti du dix-huitième rang sur la grille, Romain Grosjean et Esteban Ocon. Onze voitures seulement reçoivent le drapeau à damier. Les commissaires considèrent le triple accrochage du départ comme un incident de course, ne désignant pas de responsable et ne prenant aucune sanction.
En tête du championnat pilotes, Hamilton porte à 28 points son avance sur Vettel, pour un total de 263 points contre 235 points pour son rival ; suivent Bottas (212 points), Ricciardo (162 points), Räikkönen (138 points), Verstappen (68 points) et Pérez (68 points). Mercedes, avec 475 points, porte à 102 points son avance sur Ferrari (373 points) qui devance Red Bull Racing (230 points) ; suivent Force India (124 points), Williams (59 points), Scuderia Toro Rosso (52 points), Renault (42 points), Haas (37 points), McLaren (17 points) et Sauber (5 points).

## Pneus disponibles
| Pneus pour piste sèche | Pneus pour piste sèche | Pneus pour piste sèche | Pneus pluie    | Pneus pluie |
| ---------------------- | ---------------------- | ---------------------- | -------------- | ----------- |
| Ultra tendres          | Super tendres          | Tendres                | Intermédiaires | Pluie       |

## Essais libres

### Première séance, le vendredi de 18 h à 19 h 30
| Pos. | Pilote           | Voiture               | Chrono         | Écart     |
| ---- | ---------------- | --------------------- | -------------- | --------- |
| 1    | Daniel Ricciardo | Red Bull-TAG Heuer    | 1 min 42 s 489 |           |
| 2    | Sebastian Vettel | Ferrari               | 1 min 42 s 598 | + 0 s 109 |
| 3    | Max Verstappen   | Red Bull-TAG Heuer    | 1 min 42 s 610 | + 0 s 121 |
| 4    | Lewis Hamilton   | Mercedes              | 1 min 42 s 904 | + 0 s 415 |
| 5    | Sergio Pérez     | Force India- Mercedes | 1 min 43 s 423 | + 0 s 934 |
| 6    | Valtteri Bottas  | Mercedes              | 1 min 43 s 434 | + 0 s 945 |

- Daniel Ricciardo, en 1 min 42 s 489, établit le nouveau record du circuit de Marina Bay[2].

### Deuxième séance, le vendredi de 21 h 30 à 23 h
| Pos. | Pilote            | Voiture            | Chrono         | Écart     |
| ---- | ----------------- | ------------------ | -------------- | --------- |
| 1    | Daniel Ricciardo  | Red Bull-TAG Heuer | 1 min 40 s 852 |           |
| 2    | Max Verstappen    | Red Bull-TAG Heuer | 1 min 41 s 408 | + 0 s 556 |
| 3    | Lewis Hamilton    | Mercedes           | 1 min 41 s 555 | + 0 s 703 |
| 4    | Valtteri Bottas   | Mercedes           | 1 min 42 s 104 | + 1 s 252 |
| 5    | Nico Hülkenberg   | Renault            | 1 min 42 s 488 | + 1 s 596 |
| 6    | Stoffel Vandoorne | McLaren-Honda      | 1 min 42 s 501 | + 1 s 649 |

- Daniel Ricciardo, en 1 min 40 s 852, bat le record du circuit de Marina Bay qu'il avait établi lors de la session d'essai précédente[4].

### Troisième séance, le samedi de 18 h à 19 h
| Pos. | Pilote            | Voiture            | Chrono         | Écart     |
| ---- | ----------------- | ------------------ | -------------- | --------- |
| 1    | Max Verstappen    | Red Bull-TAG Heuer | 1 min 41 s 829 |           |
| 2    | Sebastian Vettel  | Ferrari            | 1 min 41 s 901 | + 0 s 072 |
| 3    | Lewis Hamilton    | Mercedes           | 1 min 41 s 971 | + 0 s 142 |
| 4    | Fernando Alonso   | McLaren-Honda      | 1 min 42 s 383 | + 0 s 554 |
| 5    | Stoffel Vandoorne | McLaren-Honda      | 1 min 42 s 439 | + 0 s 610 |
| 6    | Daniel Ricciardo  | Red Bull-TAG Heuer | 1 min 42 s 517 | + 0 s 688 |

## Séance de qualifications

### Résultats des qualifications
| Pos.                                                                                      | Pilote            | Écurie               | Qualifications 1 | Qualifications 2 | Qualifications 3 |
| ----------------------------------------------------------------------------------------- | ----------------- | -------------------- | ---------------- | ---------------- | ---------------- |
| 1                                                                                         | Sebastian Vettel  | Ferrari              | 1 min 43 s 336   | 1 min 40 s 529   | 1 min 39 s 491   |
| 2                                                                                         | Max Verstappen    | Red Bull-TAG Heuer   | 1 min 42 s 010   | 1 min 40 s 332   | 1 min 39 s 814   |
| 3                                                                                         | Daniel Ricciardo  | Red Bull-TAG Heuer   | 1 min 42 s 063   | 1 min 40 s 385   | 1 min 39 s 840   |
| 4                                                                                         | Kimi Räikkönen    | Ferrari              | 1 min 43 s 328   | 1 min 40 s 525   | 1 min 40 s 069   |
| 5                                                                                         | Lewis Hamilton    | Mercedes             | 1 min 42 s 455   | 1 min 40 s 557   | 1 min 40 s 126   |
| 6                                                                                         | Valtteri Bottas   | Mercedes             | 1 min 43 s 137   | 1 min 41 s 409   | 1 min 40 s 810   |
| 7                                                                                         | Nico Hülkenberg   | Renault              | 1 min 42 s 586   | 1 min 41 s 277   | 1 min 41 s 013   |
| 8                                                                                         | Fernando Alonso   | McLaren-Honda        | 1 min 42 s 086   | 1 min 41 s 442   | 1 min 41 s 179   |
| 9                                                                                         | Stoffel Vandoorne | McLaren-Honda        | 1 min 42 s 222   | 1 min 41 s 227   | 1 min 41 s 398   |
| 10                                                                                        | Carlos Sainz Jr.  | Toro Rosso-Renault   | 1 min 42 s 176   | 1 min 41 s 826   | 1 min 42 s 056   |
| 11                                                                                        | Jolyon Palmer     | Renault              | 1 min 42 s 472   | 1 min 42 s 107   |                  |
| 12                                                                                        | Sergio Pérez      | Force India-Mercedes | 1 min 43 s 594   | 1 min 42 s 246   |                  |
| 13                                                                                        | Daniil Kvyat      | Toro Rosso-Renault   | 1 min 42 s 544   | 1 min 42 s 338   |                  |
| 14                                                                                        | Esteban Ocon      | Force India-Mercedes | 1 min 43 s 626   | 1 min 42 s 760   |                  |
| 15                                                                                        | Romain Grosjean   | Haas-Ferrari         | 1 min 43 s 627   | 1 min 43 s 883   |                  |
| 16                                                                                        | Kevin Magnussen   | Haas-Ferrari         | 1 min 43 s 756   |                  |                  |
| 17                                                                                        | Felipe Massa      | Williams-Mercedes    | 1 min 44 s 014   |                  |                  |
| 18                                                                                        | Lance Stroll      | Williams-Mercedes    | 1 min 44 s 728   |                  |                  |
| 19                                                                                        | Pascal Wehrlein   | Sauber-Ferrari       | 1 min 45 s 059   |                  |                  |
| 20                                                                                        | Marcus Ericsson   | Sauber-Ferrari       | 1 min 45 s 570   |                  |                  |
| Temps minimal à réaliser pour la qualification : 1 min 49 s 150 (107 % de 1 min 42 s 010) |                   |                      |                  |                  |                  |

### Grille de départ
- Marcus Ericsson, auteur du vingtième temps, est pénalisé d'un recul de 5 places sur la grille de départ en raison du changement de sa boîte de vitesses après son accident durant la deuxième demi-heure de la dernière session d'essais libres ; il s'élance de la 20e place, ce qui ne change rien à sa situation[7].

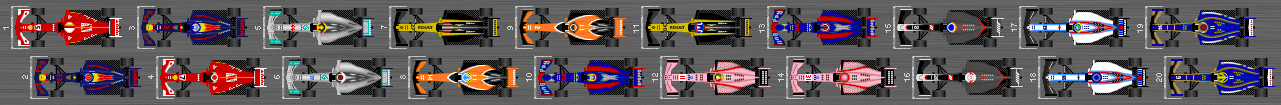
La grille de qualification et de départ du Grand Prix de Singapour 2017.

## Course

### Déroulement de l'épreuve
À l'issue d'une course où le premier départ nocturne sous la pluie de l'histoire de la Formule 1 est donné, le triple abandon du départ et notamment celui de Sebastian Vettel, débouchant sur la victoire de Hamilton, pourrait devenir décisif pour l'obtention de son éventuel quatrième titre mondial. Avec 28 points d'avance et six Grands Prix à disputer, le pilote britannique dispose désormais de plus d'une victoire d'avance.
Les commissaires de course jugent que Räikkönen a pris un très bon départ qui lui a permis d'essayer de dépasser Verstappen sur la gauche. Parallèlement, Vettel qui a pris un départ plus lent, a bougé vers la gauche de la piste ; Verstappen et Räikkönen se sont accrochés, provoquant une collision en chaîne avec Vettel et, finalement, Alonso au virage suivant.
Alonso prend un très bon départ qui lui permet de pointer au troisième rang à l'entrée du premier virage mais la Ferrari de Räikkönen, en perdition, traverse la piste et le percute, provoquant également l'abandon définitif de Verstappen. Vettel, dont le ponton gauche est très endommagé et le radiateur percé, continue en tête sur trois virages avant de perdre le contrôle de sa Ferrari : il part en tête-à-queue et la détruit contre le mur de pneus. Les commissaires considèrent qu'aucun pilote n'est totalement ou essentiellement à blâmer dans cet incident et il n'y aura pas de sanctions
Sous la pluie, en pneus intermédiaires, Lewis Hamilton, dépasse Daniel Ricciardo dès l'extinction des feux et se retrouve en tête juste avant la sortie de la voiture de sécurité. A la fin du premier tour, ils devancent Nico Hülkenberg, Sergio Pérez et Valtteri Bottas. À la relance, Jolyon Palmer prend le meilleur sur Bottas et s'installe au cinquième rang. En tête, Hamilton creuse rapidement l'écart sur Ricciardo quand, au onzième tour, Daniil Kvyat écrase sa Toro Rosso dans les protections ce qui provoque une nouvelle sortie de la voiture de sécurité. Hülkenberg et Palmer s'arrêtent au stand un tour après tous les autres tandis que Hamilton et Bottas restent en piste, ce qui permet au pilote finlandais de se hisser, définitivement, à la troisième place. Carlos Sainz Jr. accède de la même manière au quatrième rang qu'il tient jusqu'au bout pour obtenir son meilleur résultat depuis ses débuts en Formule 1.
Après la relance du quinzième tour, Hamilton creuse à nouveau l'écart sur Ricciardo tandis que la piste s'assèche progressivement. Tous les pilotes passent peu à peu en pneus pour piste sèche. Au trente-huitième tour, Marcus Ericsson part en tête-à-queue et percute le mur ; la voiture de sécurité entre en piste pour la troisième fois, le temps de dégager sa Sauber. Il devient désormais sûr que la course n'ira pas au bout des 61 tours prévus et sera arrêtée au bout des deux heures réglementaires puisqu'il ne reste que 27 minutes de course à la relance au quarante-et-unième tour. Hamilton mène devant Ricciardo, Bottas, Sainz, Pérez, Palmer, Stoffel Vandoorne, Lance Stroll, Sébastien Grosjean et Hülkenberg qui abandonne au quarante-huitième tour à cause d'une fuite d'huile, laissant le point de la dixième place à Esteban Ocon. Son coéquipier Jolyon Palmer, qui a appris à Singapour qu'il sera remplacé par Carlos Sainz chez Renault en 2018 obtient, avec sa sixième place, son meilleur résultat en Formule 1,.
Hamilton contrôle Ricciardo, jamais en mesure de le menacer compte tenu d'un problème de boîte de vitesses, et réalise le meilleur tour en course au cinquante-cinquième tour (1 min 45 s 008). Hamilton s'impose après cinquante-huit tours et obtient un succès inespéré devant les neuf mêmes pilotes. C'est sa troisième victoire consécutive après les Grands Prix de Belgique et d'Italie et la soixantième de sa carrière. La troisième place de Bottas permet à Mercedes de prendre 102 points d'avance au championnat constructeurs sur Ferrari, l'écurie de Maranello ne s'étant pas retrouvée sans aucun point depuis le Grand Prix du Mexique 2015 et Vettel n'avait pas encore fini une course au-delà de la quatrième place en 2017. Hamilton, qui a pris la tête du championnat après sa victoire à Monza le 3 septembre, compte désormais sept victoires contre quatre à Vettel et prend un avantage qui pourrait s'avérer décisif dans leur duel pour le titre.

### Classement de la course
| Pos. | no | Pilote            | Écurie               | Tours | Temps/Abandon                       | Grille | Points |
| ---- | -- | ----------------- | -------------------- | ----- | ----------------------------------- | ------ | ------ |
| 1    | 44 | Lewis Hamilton    | Mercedes             | 58    | 2 h 03 min 23 s 543 (142,780 km/h)  | 5      | 25     |
| 2    | 3  | Daniel Ricciardo  | Red Bull-TAG Heuer   | 58    | + 4 s 507                           | 3      | 18     |
| 3    | 77 | Valtteri Bottas   | Mercedes             | 58    | + 8 s 800                           | 6      | 15     |
| 4    | 55 | Carlos Sainz Jr.  | Toro Rosso-Renault   | 58    | + 22 s 823                          | 10     | 12     |
| 5    | 11 | Sergio Pérez      | Force India-Mercedes | 58    | + 25 s 360                          | 12     | 10     |
| 6    | 30 | Jolyon Palmer     | Renault              | 58    | + 27 s 260                          | 11     | 8      |
| 7    | 2  | Stoffel Vandoorne | McLaren-Honda        | 58    | + 30 s 389                          | 9      | 6      |
| 8    | 18 | Lance Stroll      | Williams-Mercedes    | 58    | + 41 s 697                          | 18     | 4      |
| 9    | 8  | Romain Grosjean   | Haas-Ferrari         | 58    | + 43 s 283                          | 15     | 2      |
| 10   | 31 | Esteban Ocon      | Force India-Mercedes | 58    | + 44 s 796                          | 14     | 1      |
| 11   | 19 | Felipe Massa      | Williams-Mercedes    | 58    | + 46 s 537                          | 17     |        |
| 12   | 94 | Pascal Wehrlein   | Sauber-Ferrari       | 56    | + 2 tours                           | 19     |        |
| Abd. | 20 | Kevin Magnussen   | Haas-Ferrari         | 50    | Perte de puissance (MGU-H)          | 16     |        |
| Abd. | 27 | Nico Hülkenberg   | Renault              | 48    | Moteur                              | 7      |        |
| Abd. | 9  | Marcus Ericsson   | Sauber-Ferrari       | 35    | Accident                            | 20     |        |
| Abd. | 26 | Daniil Kvyat      | Toro Rosso-Renault   | 10    | Accident                            | 13     |        |
| Abd. | 14 | Fernando Alonso   | McLaren-Honda        | 8     | Dégâts consécutifs à un accrochage  | 8      |        |
| Abd. | 5  | Sebastian Vettel  | Ferrari              | 0     | Accident consécutif à un accrochage | 1      |        |
| Abd. | 33 | Max Verstappen    | Red Bull-TAG Heuer   | 0     | Accrochage                          | 2      |        |
| Abd. | 7  | Kimi Räikkönen    | Ferrari              | 0     | Accrochage                          | 4      |        |

### Pole position et record du tour
- Pole position :  Sebastian Vettel (Ferrari) en 1 min 39 s 491 (183,273 km/h)[18].
- Meilleur tour en course :  Lewis Hamilton (Mercedes) en 1 min 45 s 008 (173,644 km/h) au cinquante-cinquième tour[19].

### Tours en tête
- Lewis Hamilton : 58 tours (1-58)[20].

## Classements généraux à l'issue de la course
| Pos. | Pilote            | Écurie               | Points |
| ---- | ----------------- | -------------------- | ------ |
| 1    | Lewis Hamilton    | Mercedes             | 263    |
| 2    | Sebastian Vettel  | Ferrari              | 235    |
| 3    | Valtteri Bottas   | Mercedes             | 212    |
| 4    | Daniel Ricciardo  | Red Bull-TAG Heuer   | 162    |
| 5    | Kimi Räikkönen    | Ferrari              | 138    |
| 6    | Max Verstappen    | Red Bull-TAG Heuer   | 68     |
| 7    | Sergio Pérez      | Force India-Mercedes | 68     |
| 8    | Esteban Ocon      | Force India-Mercedes | 56     |
| 9    | Carlos Sainz Jr.  | Toro Rosso-Renault   | 48     |
| 10   | Nico Hülkenberg   | Renault              | 34     |
| 11   | Felipe Massa      | Williams-Mercedes    | 31     |
| 12   | Lance Stroll      | Williams-Mercedes    | 28     |
| 13   | Romain Grosjean   | Haas-Ferrari         | 26     |
| 14   | Kevin Magnussen   | Haas-Ferrari         | 11     |
| 15   | Fernando Alonso   | McLaren-Honda        | 10     |
| 16   | Jolyon Palmer     | Renault              | 8      |
| 17   | Stoffel Vandoorne | McLaren-Honda        | 7      |
| 18   | Pascal Wehrlein   | Sauber-Ferrari       | 5      |
| 19   | Daniil Kvyat      | Toro Rosso-Renault   | 4      |

| Pos. | Écurie               | Points |
| ---- | -------------------- | ------ |
| 1    | Mercedes             | 475    |
| 2    | Ferrari              | 373    |
| 3    | Red Bull-TAG Heuer   | 230    |
| 4    | Force India-Mercedes | 124    |
| 5    | Williams-Mercedes    | 59     |
| 6    | Toro Rosso-Renault   | 52     |
| 7    | Renault              | 42     |
| 8    | Haas-Ferrari         | 37     |
| 9    | McLaren-Honda        | 17     |
| 10   | Sauber-Ferrari       | 5      |

## Statistiques
Le Grand Prix de Singapour 2017 représente :
- la 49e pole position de Sebastian Vettel, sa quatrième à Singapour[23] ;
- le 80e départ en première ligne de Sebastian Vettel[24] ;
- la 213e pole position d'un moteur Ferrari qui rejoint Renault en tête de ce classement[25] ;
- la 60e victoire de Lewis Hamilton[26] ;
- la 73e victoire de Mercedes en tant que constructeur[27] ;
- la 159e victoire de Mercedes en tant que motoriste[28].

Au cours de ce Grand Prix :
- Lewis Hamilton passe la barre des 2 500 points inscrits en Formule 1 (2 510 points)[29] ; il est le seul pilote du plateau à avoir marqué des points à chacun des Grands Prix disputés ;
- Carlos Sainz Jr. passe la barre des 100 points inscrits en Formule 1 (112 points)[30] ;
- Nico Hülkenberg devient le pilote ayant pris le plus de départs (129) sans jamais être monté sur le podium ; il « détrône » Adrian Sutil[31] ;
- Lewis Hamilton est élu « Pilote du jour » lors d'un vote organisé sur le site officiel de la Formule 1[32] ;
- Emanuele Pirro (37 départs en Grands Prix de Formule 1, 3 points inscrits entre 1989 et 1991 et quintuple vainqueur des 24 Heures du Mans en 2000, 2001, 2002, 2006 et 2007) est nommé conseiller auprès des commissaires de course par la FIA pour les aider dans leurs jugements[33].
- Pour la première fois de l'histoire de la Formule 1, un Grand Prix disputé en nocturne se déroule sous la pluie.